# 유럽 고속도로 96호선
유럽 고속도로 96호선(European route E96)은 터키의 이즈미르에서 시브리히사르까지 이르는 총연장 436 km의 거리를 이룬 국제 E-road 네트워크 노선이다. 기점인 이즈미르에서는 유럽 고속도로 881호선과 접촉하고 있으며, 유럽 고속도로 90호선과도 연결된다. 그리고 해당 도로는 A클래스 동서간 노선으로 연결하고 있는 도로망이다.

## 역사
해당 도로는 예전부터 E23호선으로 전용하였다. 그러나 1980년대 중반부터 새로운 노선 번호 체계인 E96으로 부여하였으며, 2000년부터 해당 도로가 E96이라는 명칭이 잠시 제거되었지만 2005년부터 다시 E96으로 부여하여 오늘에 이르고 있다.

## 주요 경유지
- 튀르키예
  -  오토요르 5호선(영어판) : 이즈미르 (E87, E881) - 케말파샤(영어판)
  -  국도 제D300호선 (터키)(영어판) : 케말파샤(영어판) - 투르구틀루(영어판) - 살리히리(영어판) - 우샤크 - 아피온카라히사르 - 에미르다그(영어판) - 시브리히사르(영어판) (E90)